# Casa de Tlaxcala
La Casa de Tlaxcala se encuentra en el número 40 de la calle de San Ildefonso en el centro histórico de la Ciudad de México y es un buen ejemplo de una casa típica de clase media del siglo XVIII, lo que significa que su estilo se encuentra en algún sitio entre las mansiones de los ricos y las casas de los plebeyos de la época.
La fachada exterior tiene dos niveles, con la mayoría de su superficie cubierta de tezontle, una piedra volcánica de color rojo sangre, y con chiluca, una piedra blanca grisácea, para enmarcar las ventanas y puertas. En la parte inferior de la fachada, las persianas que cubren las ventanas llegan a la cornisa. La puerta principal conduce a un hall de entrada que da al patio interior. Sólo tres de los cuatro lados tienen pasillos y habitaciones. El cuarto lado es una simple pared. Los corredores norte y sur tienen arcos y el corredor norte, tiene un techo con pesadas vigas. La escalera que conduce a la planta superior está iluminada por un candil octogonal.
El escritor José Martí habitó la casa a finales del siglo XIX y en la entrada del edificio hay una placa que hace alusión a este hecho. Actualmente aloja la delegación del Estado de Tlaxcala en el gobierno federal en la Ciudad de México.